# Roxane Gay

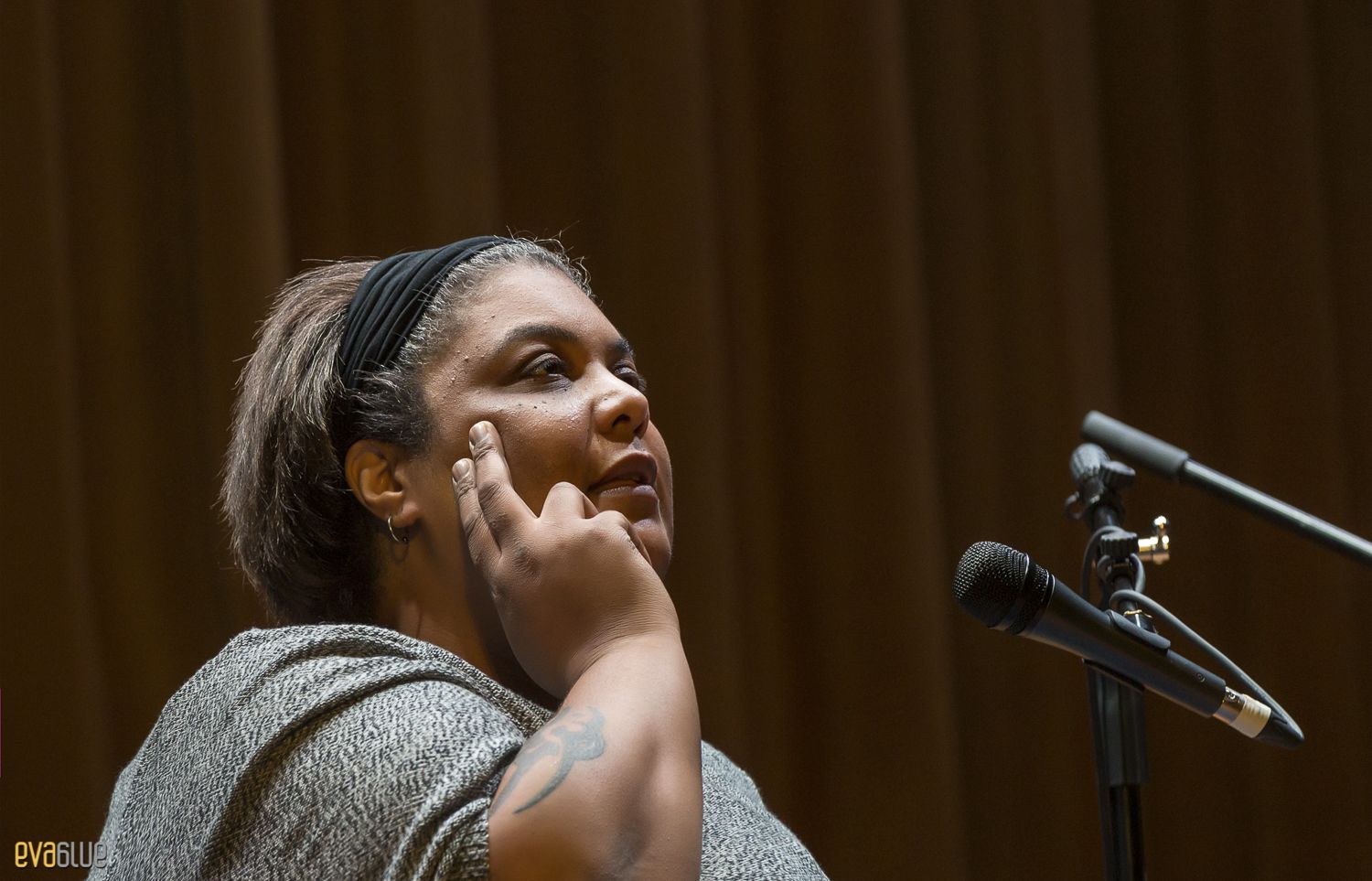
Roxane Gay in 2015

Roxane Gay (Omaha, Nebraska, 15 oktober 1974) is een Amerikaans feministisch schrijfster, cultuurcriticus en universitair hoofddocent. Boeken van haar hand zijn: Ayiti (een korteverhalenbundel uit 2011), Bad Feminist (een essaybundel uit 2014), An Untamed State (een roman uit 2014), Difficult Women (een kortverhalenbundel uit 2017) en Hunger (memoires uit 2017). Veel van haar teksten gaan over feministische en raciale kwesties, vanuit het perspectief van haar persoonlijke ervaringen met ras, genderidentiteit en seksualiteit. Haar schrijfstijl wordt gekenmerkt door eenvoud en directheid; ze confronteert op een toegankelijke en inzichtelijke manier onderwerpen als identiteit en privilege. Haar werk is vertaald uitgegeven in het Nederlands, Duits, Zweeds en Turks.
Gay is opinieschrijfster voor The New York Times, oprichtster van Tiny Hardcore Press, essayredacteur voor The Rumpus en mederedacteur bij het collectief voor literaire kunsten PANK. Ook was ze verbonden aan de Eastern Illinois University en Purdue University.

## Biografie
Gay werd geboren in een gezin van Haïtiaanse komaf en is biseksueel. Ze ging naar de middelbare school Phillips Exeter Academy in New Hampshire. Toen zij tiener was, begon ze essays te schrijven; haar werk is sterk beïnvloed door haar aanranding op 12-jarige leeftijd. Aan de Universiteit van Nebraska-Lincoln volgde zij de masteropleiding creatief schrijven. In 2010 ontving ze een PhD in retorica en technische communicatie van de Michigan Technological University; de titel van haar proefschrift was 'De onderwerppositie omkeren: Op weg naar een nieuwe redevoering over studenten als schrijvers en technische studenten als technische communicatoren'.
Na het behalen van haar PhD begon Gay in 2010 aan haar pedagogische carrière aan de Eastern Illinois University (EIU), waar zij als Engels assistent-docent werkte. Terwijl zij werkzaam was aan de EIU, schreef ze naast haar onderwijstaken regelmatig voor het tijdschrift Bluestem en richtte zij de kleine uitgeverij Tiny Hardcore Press op. Gay werkte tot medio 2014 aan de Eastern Illinois University en was daarna tot 2018 docent creatief schrijven in het Master of Fine Arts-programma aan de universiteit van Purdue. Gay kondigde in oktober 2018 haar vertrek bij Purdue aan. Zij uitte haar bezorgdheid over haar lage salaris en merkte op dat Purdue daar niets aan had gedaan. In het voorjaar van 2018 werkte Gay als gastdocent aan Yale University.

## Boeken

### Ayiti
In 2011 publiceerde Gay haar korteverhalenbundel Ayiti.

### An Untamed State
In 2014 publiceerde Gay haar debuutroman An Untamed State (vertaald als In ongetemde staat) over Mireille Duval Jameson, een Haïtiaans-Amerikaanse vrouw die ontvoerd is voor losgeld. De roman verkent de onderling verbonden thema's van ras, voorrecht, seksueel geweld, familie en de ervaring van immigranten. Het boek wordt vaak vergeleken met een sprookje vanwege de structuur en stijl, vooral vanwege de openingszin (Er was eens, in een land hier ver vandaan, een jonge vrouw die werd ontvoerd door een groep onbevreesde maar doodsbange jongemannen bij wie zoveel ondenkbare hoop door hun lijven laaide dat die door hun huid heen brandde en hun wil staalde tot op het merg.) en de verkenning door de auteur van de Amerikaanse droom en hofmakerij van de ouders van Mireille. De roman kreeg lovende recensies in The Guardian en The Washington Post.

### Bad Feminist
Gays essaybundel Bad Feminist (vertaald als Slechte feministe) uit 2014 is een verzameling essays over thema's als feminisme, popcultuur en seksueel geweld, met zowel culturele als politieke kwesties. Het werd een bestseller van The New York Times. In Time werd de bundel omschreven als 'een handleiding over hoe je mens kunt zijn' en werd Gay een 'geschenk dat maar blijft geven' genoemd. In een interview in 2014 met het tijdschrift legde Gay haar rol als feministe uit en hoe het haar schrijfstijl beïnvloedde: "In elk van deze essays probeer ik heel erg te laten zien hoe het feminisme mijn leven beïnvloedt, in positieve of in negatieve zin. Het laat zien hoe het is om als vrouw door deze wereld te reizen, het gaat niet eens over feminisme als zodanig, maar over menselijkheid en empathie." In The Guardian verscheen een soortgelijk betoog: "Hoewel de online redevoering vaak wordt gekenmerkt door extreme, gepolariseerde meningen, is haar schrijfstijl onderscheidend omdat ze subtiel en beredenerend is, met het vermogen om voorbij hoeken te kijken, andere invalshoeken te herkennen terwijl zij voorzichtig haar eigen zienswijze ontwikkeld. In druk, op Twitter en persoonlijk heeft Gay de stem van de vriend die je het eerst belt om advies, kalm en verstandig alsook grappig, iemand die veel heeft gezien en geen gevangenen neemt.'

### Difficult Women
In 2017 publiceerde Gay Difficult Women, een verzameling fictieve korte verhalen waarin vrouwen met een bijzonder leven worden belicht. Elk verhaal volgt een ander personage en haar reis door een traumatische ervaring of wat haar anders maakt dan de maatschappelijke normen voorschrijven. De vrouwen worden als moeilijk bezien, omdat zij de grenzen verleggen van hoe de maatschappij de perfecte vrouw neerzet.

### Hunger
In Hunger: A Memoir of (My) Body (vertaald als Honger: de geschiedenis van mijn lichaam) uit 2017 beschrijft Gay herinneringen aan haar ervaringen met gewicht, lichaamsbeeld en het opbouwen van een positieve relatie met voedsel, vooral na haar ervaring als kind-slachtoffer van seksueel geweld. Gay beschreef dit boek als een getuigenis van 'hoe het is om te leven in een wereld die onhandelbare lichamen probeert te straffen'.

### Overige publicaties
In 2010 gaf ze het boek Girl Crush: Women's Erotic Fantasies uit.
In 2013 verscheen The Year I Learned Everything (korte fictie).
In 2014 en 2015 was Gay redacteur bij The Butter, een feministische schrijverswebsite en zustersite voor The Toast. De onderwerpen zijn daar onder meer handicap, literatuur, familie, muziek. De website stopte met publiceren in augustus 2015.
In 2016 verscheen Group Fitness (korte fictie).
In 2016/2017 schreef Gay voor Marvel Comics samen met dichteres Yona Harvey de uitgave World of Wakanda, een afgeleide van de Black Panther-reeks, waarin zij LGBTQ-personages neerzette die het door Marvel gewenste diversiteitsidioom vormgaven. Het stripverhaal volgt de reis van de twee geliefden Aneka en Ayo, leden van Black Panthers vrouwelijke taskforce Dora Milaje. De serie volgt het paar via meerdere gebeurtenissen, waaronder de belegering van hun stad door Thanos en de overstroming van Wakanda door Namor. De verkoopcijfers waren laag en Gays laatste bijdrage is te vinden in de vijfde editie, terwijl zij in de zesde en laatste editie is vervangen door schrijver Rembert Browne. De annulering kwam twee dagen na de première van de trailer voor de Black Panther-film. De tekeningen zijn van Alitha E. Martinez.
In 2017 was Gay gastrechter en gastredacteur van de jaarlijkse fictie-bloemlezing van het literaire tijdschrift The Masters Review.
In 2018 zou ze aanvankelijk haar boek How to Be Heard publiceren via TED Books, een imprint van Simon & Schuster. In januari 2017 trok zij de publicatie daar echter in vanwege haar bezwaar tegen Breitbart-journalist Milo Yiannopoulos, die een contract had gesloten voor zijn boek Dangerous bij Treshold Editions, een andere imprint van Simon & Schuster.
Gay was redacteur van de essaybundel Not That Bad: Dispatches from Rape Culture uit 2018, waarin essays van haarzelf en dertig andere schrijfsters zijn opgenomen.
Naast haar reguliere bijdragen aan Salon en het inmiddels ter ziele gegane HTMLGiant, verscheen haar werk in Best American Mystery Stories 2014, Best American Short Stories 2012, Best Sex Writing 2012, A Public Space, McSweeney's, Tin House, Oxford American, American Short Fictie, West Branch, Virginia Quarterly Review, NOON, Bookforum, Time, The Los Angeles Times, The Nation en The New York Times Book Review.

## Prijzen
- 2015: Pen Center USA Freedom to Write Award[22]
- 2018: Guggenheim Fellowship in de categorie Creative Arts in General Nonfiction
- 2018: Eisner Award in de categorie Best Limited Series, voor World of Wakanda (tezamen met Ta-Nehisi Coates en Alitha Martinez)[23]
- 2018: Lambda Literary Award, Trustee Award[24]
- 2018: Lambda Literary Award, in de categorie biseksuele non-fictie, voor Hunger[24]